# Badi' al-Zaman al-Hamadhani

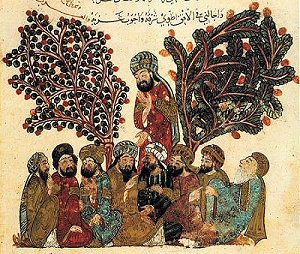
Maqāmat Badīʿ al-Zamān al-Hamadhānī

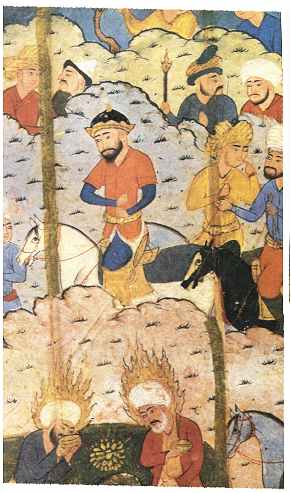
Maqāmat Badīʿ al-Zamān al-Hamadhānī

Badi' al-Zamān al-Hamadhāni (in persiano بديع الزمان الهمذاني‎; Ecbatana, 967 – Herat, 1007) è stato uno scrittore persiano, fu un maestro della letteratura araba in prosa del X secolo. Il suo capolavoro sono le maqāmāt, una raccolta di 52 storie di un furfante, Abū l-Fatḥ al-Iskandarī, raccontate da un narratore, ʿĪsā b. Hishām. Era anche conosciuto come "Badīʿ al-Zamān" (La meraviglia del mondo).

## Biografia
Al-Hamadhāni nacque e venne educato ad Hamadan, l'antica capitale di Medi e Persiani, nota nell'antichità come Ecbatana, in quello che è oggi l'Iran. Persiano di nascita ma arabo di cultura, nel 990 si recò a Gorgan, dove rimase circa due anni; quindi si trasferì Nishapur, dove rivaleggiò e superò il dotto Khwārizmī. Dopo aver viaggiato fra Khorasan e Sijistan (moderno Sistan), si stabilì a Herat sotto la protezione del visir di Maḥmūd, sultano dei Ghaznavidi. Qui morì all'età di quarant'anni. 
Era famoso per la memoria straordinaria e per la scorrevolezza del suo discorso, così come per la purezza della lingua. Fu uno dei primi a rinnovare l'uso della prosa rimata, sia in lettere sia nel genere maqāma, cosa che era stata vietata dal profeta Maometto.
Le sue lettere vennero pubblicate a Costantinopoli (1881), e poi con un commento a Beirut (1890); le sue maqāmāt a Costantinopoli, e poi con un commento a Beirut (1889). Una buona idea di queste ultime può essere ottenuta a partire dall'edizione di Antoine-Isaac Silvestre de Sacy di sei delle maqāmāt con traduzione in francese e note nella sua Arabe Chrestomathie (vol. III. Parigi, 1827, 2ª ed.). Un esemplare delle lettere è tradotto in tedesco da A. von Kremers (Culturgeschichte des Orients unter den Chalifen, II. pagg. 470 e segg.).